# Pike Creek
Pike Creek é uma região censo-designada localizada no estado americano do Delaware, no Condado de New Castle. Faz parte da área metropolitana do Vale do Delaware. Possui quase 8 mil habitantes, de acordo com o censo nacional de 2020.
Em 2007, a revista Money Magazine da CNN classificou Pike Creek em 79º lugar em sua lista dos 100 melhores lugares para se viver nos Estados Unidos. Pike Creek foi a única comunidade em Delaware a aparecer na lista. As atrações locais incluem a área natural Middle Run, o parque estadual White Clay Creek, o Carousel Farm Park & Equestrian Center, golfe e restaurantes. Pike Creek fica a aproximadamente 8,5 km do centro de Newark, onde fica a Universidade do Delaware. Pike Creek está conectado ao campus da Universidade do Delaware e ao centro da cidade de Newark por várias trilhas de bicicleta. Pike Creek fica a aproximadamente 20 km a oeste da maior cidade do estado, Wilmington, que é um centro financeiro nacional.

## Geografia
De acordo com o Departamento do Censo dos Estados Unidos, a região tem uma área de 6,9 km², dos quais todos os 6,9 km² estão cobertos por terra.

### Localidades na vizinhança
O diagrama seguinte representa as localidades num raio de 16 km ao redor de Pike Creek.

## Demografia

### Censo 2020
Segundo o censo nacional de 2020, a sua população é de 7 808 habitantes e sua densidade populacional de 1 121,2 hab/km². Houve um decréscimo populacional na última década de -1,1%.
Possui 3 255 residências que resulta em uma densidade de 467,4 residências/km² e um aumento de 1,1% em relação ao censo anterior. Deste total, 2,2% das unidades habitacionais estão desocupadas. A média de ocupação é de 2,5 pessoas por residência.
A renda familiar média é de 117 379 dólares e a taxa de emprego é de 66,7%.